# Sam L. Collins
Samuel LaFort Collins (ur. 6 sierpnia 1895 w Fortville, zm. 26 czerwca 1965 w Fullerton) – amerykański polityk, członek Partii Republikańskiej.

## Działalność polityczna
W okresie od 4 marca 1933 do 3 stycznia 1937 przez dwie kadencje był przedstawicielem nowo utworzonego 19. okręgu wyborczego w stanie Kalifornia w Izbie Reprezentantów Stanów Zjednoczonych. Od 1940 do 1952 zasiadał w Zgromadzeniu Stanowym Kalifornii.